# Schlacht an der Marne (1914)
Die Erste Schlacht an der Marne war eine entscheidende Schlacht des Ersten Weltkriegs und fand vom 5. bis 12. September 1914 entlang der Marne östlich von Paris statt. Der am 2. August begonnene deutsche Vormarsch der fünf Armeen des rechten deutschen Flügels verlief bis zur Marneschlacht insgesamt erfolgreich, wurde aber am 5. September durch eine überraschende französisch-britische Gegenoffensive unter General Joseph Joffre und Feldmarschall John French gestoppt, ab dem 9. September sogar in einen taktischen Rückzug der Deutschen an die Aisne verwandelt. Die Schlacht markiert damit den ersten Wendepunkt des Ersten Weltkrieges. Der Plan der deutschen Heeresleitung unter Generaloberst Helmuth von Moltke, Frankreich in Anlehnung an den Schlieffen-Plan mit seinen geballten Hauptkräften in kurzer Zeit zu besiegen, war nach dieser Schlacht gescheitert. Die Alliierten gewannen durch ihren taktischen Sieg genug Zeit, um weitere Verstärkungen aus ihren Kolonien an die Westfront heranzuholen und die anfängliche deutsche Überlegenheit an Truppen zahlenmäßig auszugleichen. Chancen auf Durchbrüche gab es für beide kriegführende Parteien im Jahre 1914 nur noch im nördlichen Abschnitt, im belgisch-flandrischen Grenzgebiet, das weiter Raum zum Manövrieren bot.

## Vorgeschichte
Der Chef des deutschen Generalstabes General von Moltke hatte den angreifenden rechten Heeresflügel in Abänderung des Schlieffen-Plans im Verhältnis 2:5 (linker, südlicher Flügel: rechter Schwenkungsflügel) verteilt (Schlieffen-Plan: 1:7). Der rechte Heeresflügel – die 1. bis 5. Armee – marschierte durch Belgien und Nordfrankreich vor und stand Anfang September zwischen Verdun als „Drehpunkt“ des Schwenkungsflügels (Sehnenlänge etwa 170 Kilometer) und dem westlichsten Punkt des Flügels nördlich von Meaux bei Nanteuil-le-Haudouin, damit etwa 50 Kilometer nordöstlich von Paris. Die 1. Armee war von ihrer planmäßigen Vorstoßrichtung schon nach der Einnahme von Brüssel (20. August) südlich abgewichen, da ihr Befehlshaber, Generaloberst Alexander von Kluck die französischen Truppen und das Britische Expeditionskorps (BEF) verfolgte und vor allem letzteres zu umfassen suchte. Nachdem der von dem französischen Oberbefehlshaber Joseph Joffre befohlene Angriff der französischen 5. Armee auf die deutsche 2. Armee unter Generaloberst Karl von Bülow bei St. Quentin zurückgeschlagen worden war, befand sich die französische 5. Armee seit dem 31. August auf dem Rückzug über die Marne auf die Seine.
Das britische Expeditionskorps unter Feldmarschall John French hatte sich nach der Niederlage bei Le Cateau am 26. August zur Seine zurückgezogen. Joffre hatte derweil durch Umgruppierungen aus Lothringen die Aufstellung der neuen 6. Armee unter General Joseph Maunoury organisiert, sie sollte das bedrohte Paris im nordöstlichen Vorfeld decken und bereitete gleichzeitig einen Flankenstoß gegen die offene Westflanke der Deutschen vor. Durch die zunehmende Frontausdehnung schwand der Überraschungseffekt der deutschen Offensive, auch die zahlenmäßige Überlegenheit des rechten deutschen Flügels ging mit der Dehnung verloren, die Verbindungslinien der Deutschen wurden immer länger, jene der Franzosen immer kürzer. Die auseinandergezogene deutsche Front drohte Ende August zu zerreißen, der rechte Flügel musste aufgrund von Gegenangriffen die Stoßrichtung weiter ändern und nach Süden und Südosten einschwenken, die Einkreisung von Paris wurde am 30. August aufgegeben, wovon Joffre am 3. September informiert war.

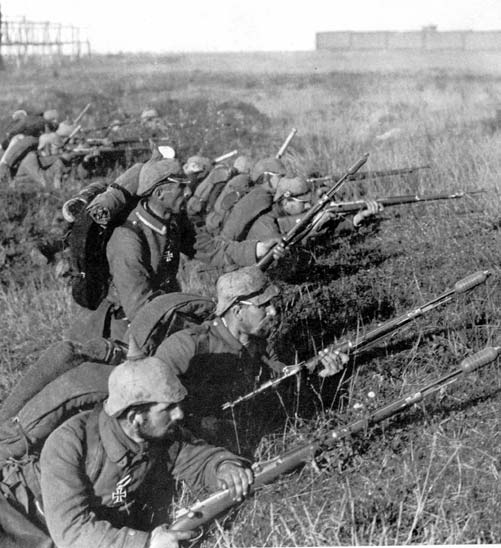
Deutsche Infanterie in Deckung

Die Verteidigung von Paris war seit 25. August dem Kommando von General Joseph Gallieni unterstellt; die Regierung unter Präsident Raymond Poincaré hatte ihren Sitz am 2. September nach Bordeaux verlegt. Seit 27. August rückte Generaloberst von Kluck mit seiner 1. Armee östlich von Paris nach Süden vor; diese Bewegung wurde vom deutschen Hauptquartier in Anerkennung der Lage nachträglich gebilligt. Am 3. September 1914 beobachteten französische Aufklärungsflugzeuge, dass die 1. Armee ihre Marschrichtung änderte und nun auf Paris zuhielt. Das brachte Joffre dazu, seine neue Gegenoffensive an der Marne auszuführen.
Die in Luxemburg stationierte Oberste Heeresleitung verlor inzwischen den Überblick über die operative Lage, vor allem fehlte jegliche Fernsprechverbindung zum bedrohten rechten Flügel. Der technisch unzureichende Funkverkehr konnte dies nicht wettmachen, die Fliegermeldungen blieben oft ungenutzt. Die 1. Armee versuchte mit Gewaltmärschen doch noch die britische Expeditionsarmee einzuschließen und vernachlässigte dabei den Flankenschutz des gesamten deutschen Vorstoßes gegenüber dem westlich liegengelassenen Paris, sie hatte unter schweren Kämpfen über 500 Kilometer zurückgelegt.
Nach den langen Märschen waren die deutschen Truppen allgemein erschöpft. Die Versorgung der Truppen, die sich mindestens 125 Kilometer von der jeweils nächsten intakten Eisenbahnendstation entfernt hatten, war problematisch. Auch die Nachrichtenverbindungen zwischen den Armeen und dem Oberkommando waren schwierig, da die Alliierten auf dem Rückzug auch die Telegrafen- und Telefonleitungen zerstört hatten. Anders als die Deutschen konnten die Alliierten eine weitgehend unzerstörte Verkehrs- und Nachrichteninfrastruktur nutzen. Zudem war der rechte Heeresflügel seit dem 20. August durch Anweisungen Moltkes bereits um fünf Korps geschwächt worden – die 1. Armee hatte das III. und IX. Reserve-Korps zur Bindung der Belgier im Raum vor Brüssel bis Antwerpen und zur Belagerung von Antwerpen selbst belassen, die 2. Armee das VII. Reserve-Korps zur Belagerung von Maubeuge abstellen müssen. Marsch- und Kampfverluste und Versorgungsschwierigkeiten hatten Stockungen verursacht, des Weiteren befanden sich seit 25. August wegen der Gefahr in Ostpreußen das Garde-Reserve-Korps und das XI. Korps im Abtransport an die Ostfront. So musste die deutsche Heeresleitung mit nur noch dreizehn verfügbaren Infanteriekorps (27 Divisionen) und zwei Kavalleriegruppen (6 Kavalleriedivisionen) in die entscheidende Marneschlacht eintreten. Dennoch war die Moral der deutschen Truppen gut und es herrschte allgemeine Siegeszuversicht.

## Ausgangslage

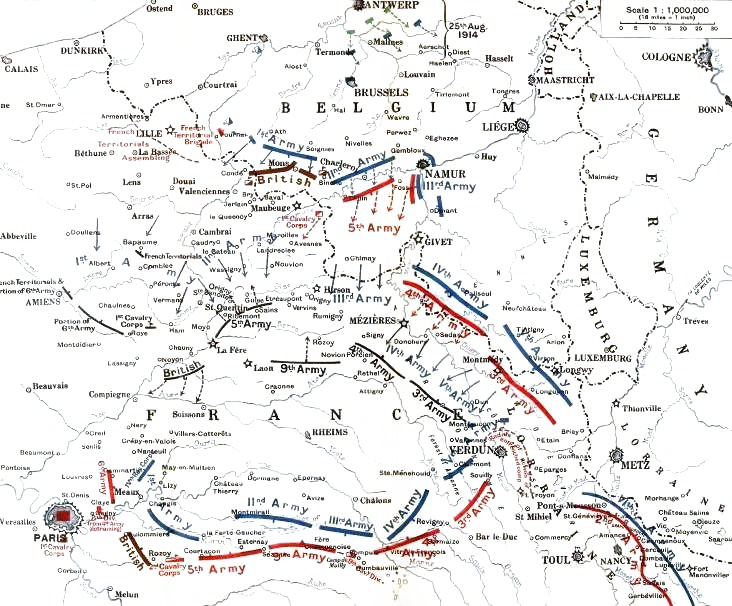
Der deutsche Vormarsch bis zum 5. September 1914

Nach dem Scheitern des Gegenangriffes der französischen 5. Armee in der Schlacht bei St. Quentin wurde General Lanrezac am 3. September von Joffre entlassen und durch General Franchet d’Esperey ersetzt. Der 5. und 4. Armee befahl Joffre den Rückzug unter hinhaltendem Widerstand, um Zeit für einen Gegenangriff zu gewinnen. Im Verlauf des 4. September drängte General Gallieni seinen Oberbefehlshaber Joffre telefonisch um die Zustimmung zu einem Angriff der Truppen aus dem Militärbezirk Paris in die offene Flanke der 1. Armee und um die gleichzeitige Unterstützung dieses Angriffs durch die 5. Armee. Joffre ließ sich überzeugen und befahl am Vorabend der Marneschlacht die Einstellung des Rückzuges sowie den Gegenangriff für den 6. September.
Die französische 6. Armee (General Maunoury) stand vor Schlachtbeginn an der Linie Dammartin-en-Goële nach Claye-Souilly. Der Rückzug des britischen Korps (Feldmarschall French) erreichte die Linie Gretz – Armainvilliers und Tournan-en-Brie, nach Osten schloss die französische 5. Armee (General Franchet d’Espèrey) vom Plateau nördlich Provins bis Sézanne an. Das Kavalleriekorps Conneau hielt die Verbindung zur neu aufgestellten 9. Armee (General Foch), die in Stellungen gegenüber den Sümpfen von Saint-Gond (bei Val-des-Marais) lagerte. Eine nach Osten folgende breite Frontlücke wurde vom Kavalleriekorps Mitry (9. und 6. Kavalleriedivision) bis Mailly ausgefüllt. Anschließend folgte die durch die deutsche 4. Armee in die Champagne zurückgedrängte französische 4. Armee (General Langle de Cary) an der Linie Saint-Souplet bis Vienne-la-Ville bis zu den Argonnen. Im Raum Varennes folgte der Anschluss an den von Souilly bis Revigny-sur-Ornain reichenden linken Flügel der 3. Armee (General Maurice Sarrail). Den Abschluss bildete der bereits durch die deutsche 5. Armee umfasste Frontbogen um die Festung Verdun, von wo der östliche Heeresflügel der französischen Front bis ins Elsass reichte.
Am Morgen des 5. September hatte die deutsche 1. Armee die Linie Coulommiers (IV. A.K.) – Courtacon (H.K.K. 2) – Montceaux-lès-Provins (III. A.K.) – Esternay (IX. A.K.) erreicht, daran schloss sich die 2. Armee über Montmirail (VII. A.K.) – Orbais (X. R.K.) – Étoges (X. A.K.) nach Écury-le-Repos (Garde) an, es folgte die 3. Armee (Generaloberst Max von Hausen) über Normée nach Huiron, die 4. Armee (Albrecht von Württemberg) verfolgte über Vitry-le-François nach Sainte-Menehould, die 5. Armee (Kronprinz Wilhelm von Preußen) schloss von Passavant-en-Argonne über Triaucourt-en-Argonne, Froidos-sur-Aire zur Maas bei Montfaucon-d’Argonne bis Consenvoye an. Am 5. September ergingen neue Befehle Moltkes an seinen rechten Heeresflügel: Die 1. und 2. Armee sollten gegenüber der Ostfront von Paris verbleiben, um feindlichen Unternehmungen aus Paris offensiv entgegentreten zu können. Die 3. Armee sollte weiter auf Troyes und Vendeuvre, die 4. Armee im Raum Vitry-le-François vorgehen.

## Verlauf der Schlacht

### 5. September

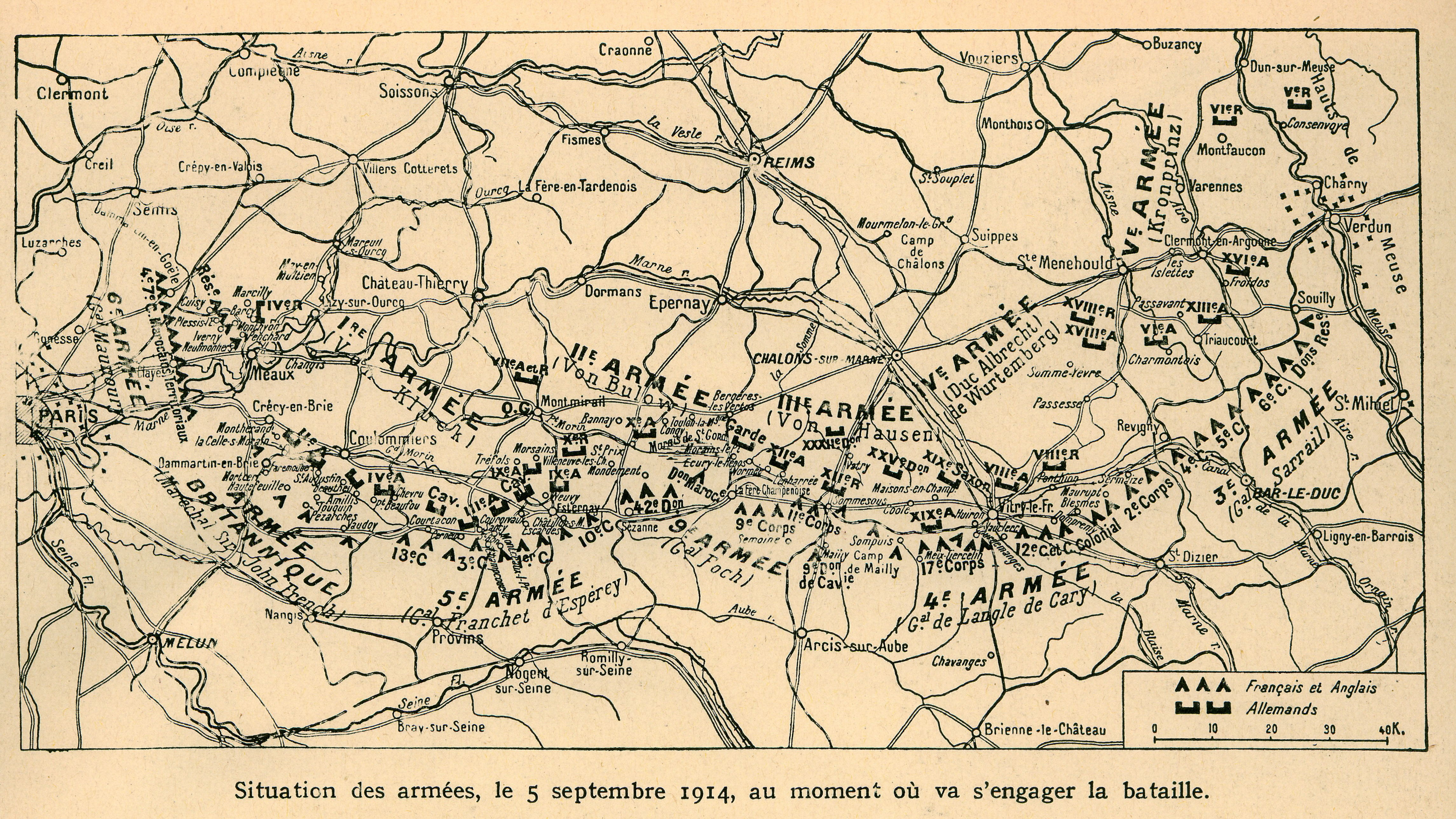
Situation am 5. September 1914

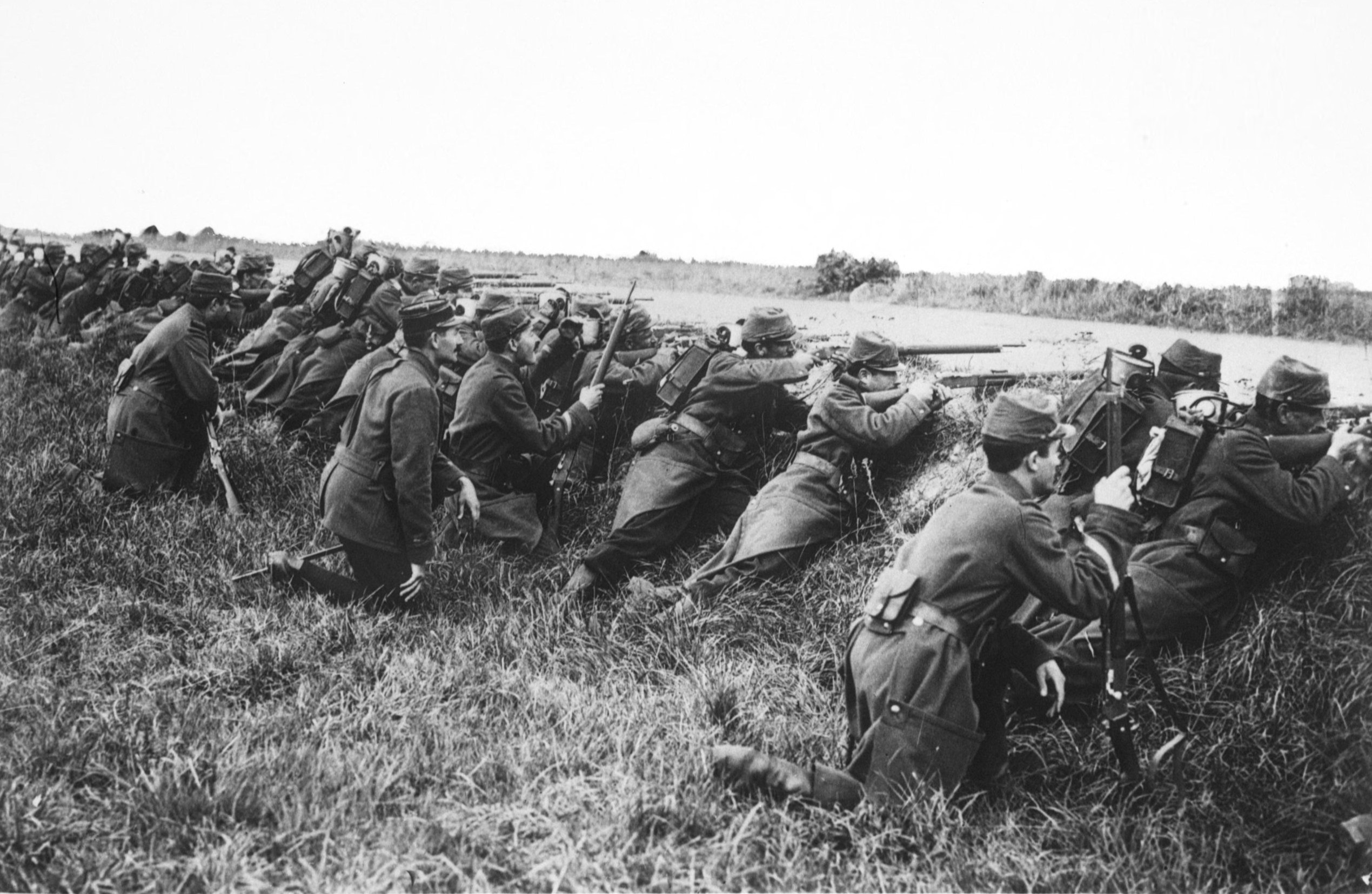
Französische Soldaten in Erwartung eines Angriffs

Der Befehl Moltkes für die 1. Armee entsprach am 5. September nicht mehr der aktuellen Lage, da Generaloberst von Kluck mit seinen Korps bereits die Marne überschritten hatte. Am Abend hatte das IV. Armee-Korps die Linie Amillis-Choisy, das III. Sancy-Montceaux, und das IX. Armee-Korps den Raum zwischen Neuvy-Esternay erreicht. Das II. Armee-Korps unter General von Linsingen war zum Schutz seiner rechten Flanke gegen Paris als Sicherung zurückgelassen und war ohne Feindberührung auf die Linie La Celle-St. Augustin vorgegangen.
General Joffre begab sich an diesem Tag ins britische Hauptquartier zu General French und rang ihm durch einen dramatischen Appell an die Ehre Englands die Zustimmung ab, die französische Offensive zu unterstützen und wieder vorzurücken. Da die britischen Kräfte bereits südlich der Marne am Grand Morin lagen, würden sie allerdings erst einen Tag brauchen, um überhaupt wieder zu den Franzosen aufschließen zu können.

### Kampf am Ourcq
Nördlich der Marne hatte an diesem Tag das zurückgelassene IV. Reservekorps unter General Hans von Gronau sein Marschziel Varcy-Chambry erreicht, die 4. Kavallerie-Division klärte bis Oissery auf. Aufgrund widersprechender Aufklärungsergebnisse befahl von Gronau einen begrenzten Angriff mit dem Ziel, die Lage vor seiner Front zu klären (gewaltsame Aufklärung). Die 7. und 22. Reserve-Division trafen über Saint-Mard – Dammartin vorgehend zwischen Marcilly und Saint-Soupplets auf starke gegnerische Kräfte.
Damit war der durch die französische 6. Armee (General Maunoury) geplante Flankenstoß frühzeitig aufgedeckt und keine Überraschung mehr gegeben. General Gronau wurde gegen 11 Uhr über die Lage informiert, der daraufhin für 12 Uhr aus den Höhen von Monthyon mit seiner Artillerie feuern ließ. Als die Truppen des IV. Reserve-Korps dann angegriffen wurden, konnte es die französische Angriffsdivision zunächst zurückweisen und setzte sich dann ab. General Gronau zog sein Korps bis zum Abend etwa 10 Kilometer nach Osten auf die Thérouanne zurück und meldete dem Hauptquartier Klucks nach Rebais die gefährliche Lage. Zur Verstärkung Gronaus wurde sofort das nahe stehende II. Armee-Korps unter General von Linsingen alarmiert und marschierte den Truppen Gronaus am folgenden Tag über Lizy zur Hilfe.

### 6. September

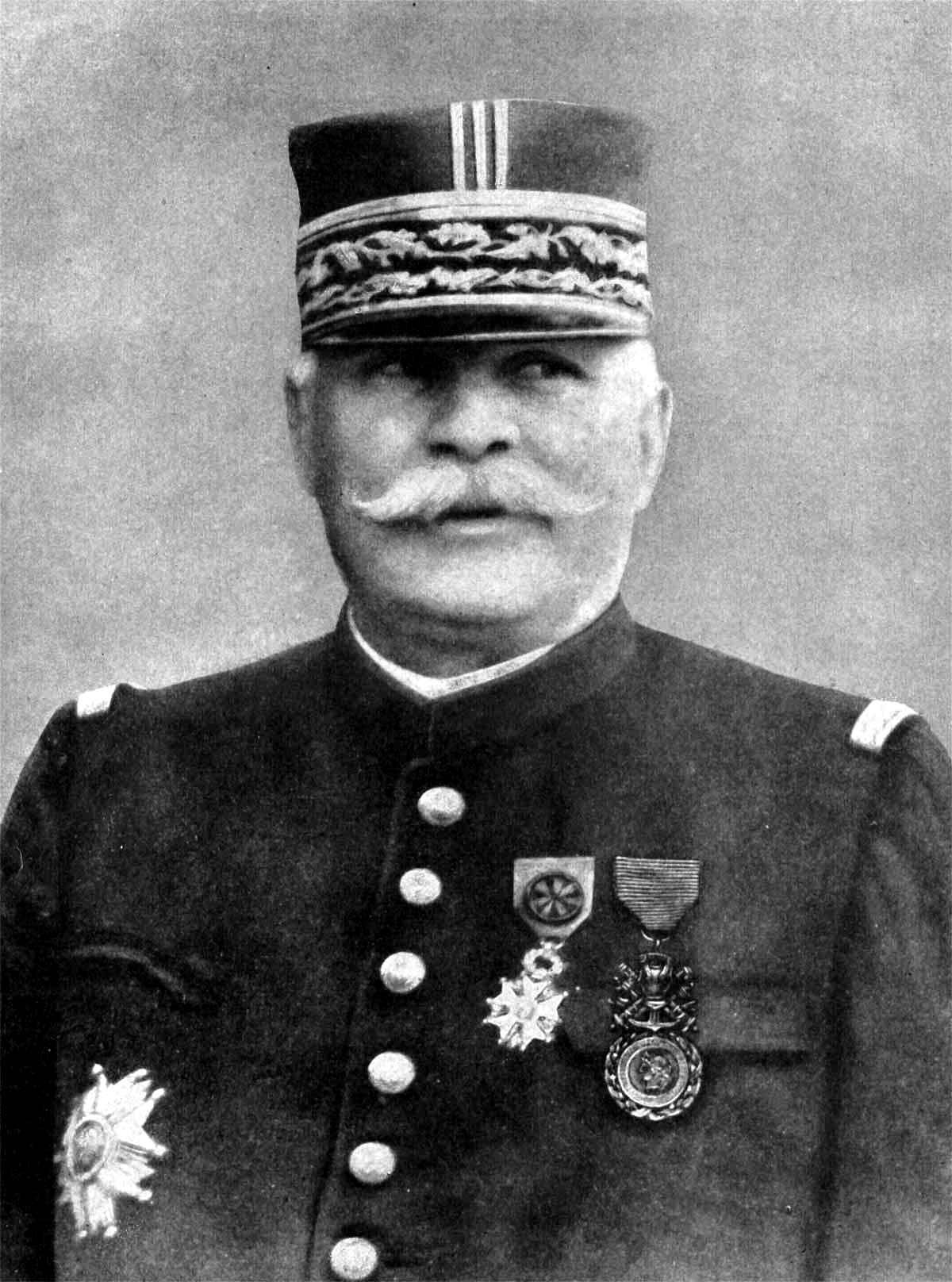
Joseph Joffre

Am 6. September um 6 Uhr morgens begann Joffre seine Gegenoffensive auf der gesamten Front und gab für diesen Tag folgenden Tagesbefehl aus:

« Aux Armées… Au moment où s’engage une bataille dont dépend le sort du pays, il importe de rappeler à tous que
le moment n’est plus de regarder en arrière; tous les efforts doivent être employés à attaquer et refouler l’ennemi. Une troupe qui ne peut plus avancer devra, coûte que coûte, garder le terrain conquis et se faire tuer sur place, plutôt que de reculer. Dans les circonstances actuelles, aucune défaillance ne peut être tolérée. »

„an die Armeen … in einem Moment, in dem sich eine Schlacht abspielt, von der das Schicksal des Landes abhängt, ist es wichtig, alle daran zu erinnern, dass dies nicht der Moment ist, nach hinten zu schauen; alle Anstrengungen müssen unternommen werden, um den Feind zu attackieren und zurückzuschlagen. Eine Truppe, die nicht weiter vorankommt, muss – koste es, was es wolle – das eroberte Gelände halten und sich an ihrem Platz töten lassen, anstatt zurückzuweichen. Unter den aktuellen Umständen kann ein weiteres Zögern nicht geduldet werden.“

Eine böse Überraschung für die Deutschen wurde der Gegenangriff der bereits geschlagen geglaubten 5. Armee (General Franchet d’Espèrey), welche äußerst kräftig das Zentrum und den linken Flügel der deutschen 2. Armee angriff, weiter rechts anschließend führte die neu formierte 9. Armee (General Foch) ebenfalls Angriffe gegen die deutsche 3. Armee (Generaloberst von Hausen) durch.
Nördlich der Marne schloss General Maunoury am Ourcq wieder auf und erneuerte seinen Angriff, seine Truppen drängten Gronaus Korps bis 15 Uhr nach Étrépilly zurück. Die französische 6. Armee erreichte die Linie Chambry – Acy-en-Multien – Étavigny und wurde nach dem Eingreifen der 4. Infanterie-Division an dieser Linie gestoppt. Am Abend erschien auch bereits die Vorhut des zuerst von der Marne nach Norden umgruppierten IV. Armee-Korps (General Sixt von Armin).
Der um die rechte Heeresflanke besorgte Generaloberst von Kluck hatte an diesem Tag auch die Herauslösung des IX. und der 6. Division des III. Armee-Korps aus seinem noch nicht angegriffenen Zentrum am Petit Morin angeordnet und schickte auch diese Verbände hinter dem IV. Armee-Korps in Richtung Mareuil an den Ourcq ab. Die noch nicht im Kampf stehenden Briten bemerkten inzwischen den Abzug des II. Armee-Korps vor ihrer Front bis zum Anschluss an die französische 6. Armee. Feldmarschall French erzwang von Joffre als Vorbedingung der Wiederaufnahme des britischen Vormarsches für den nächsten Tag die Zuführung der französischen 8. Division.

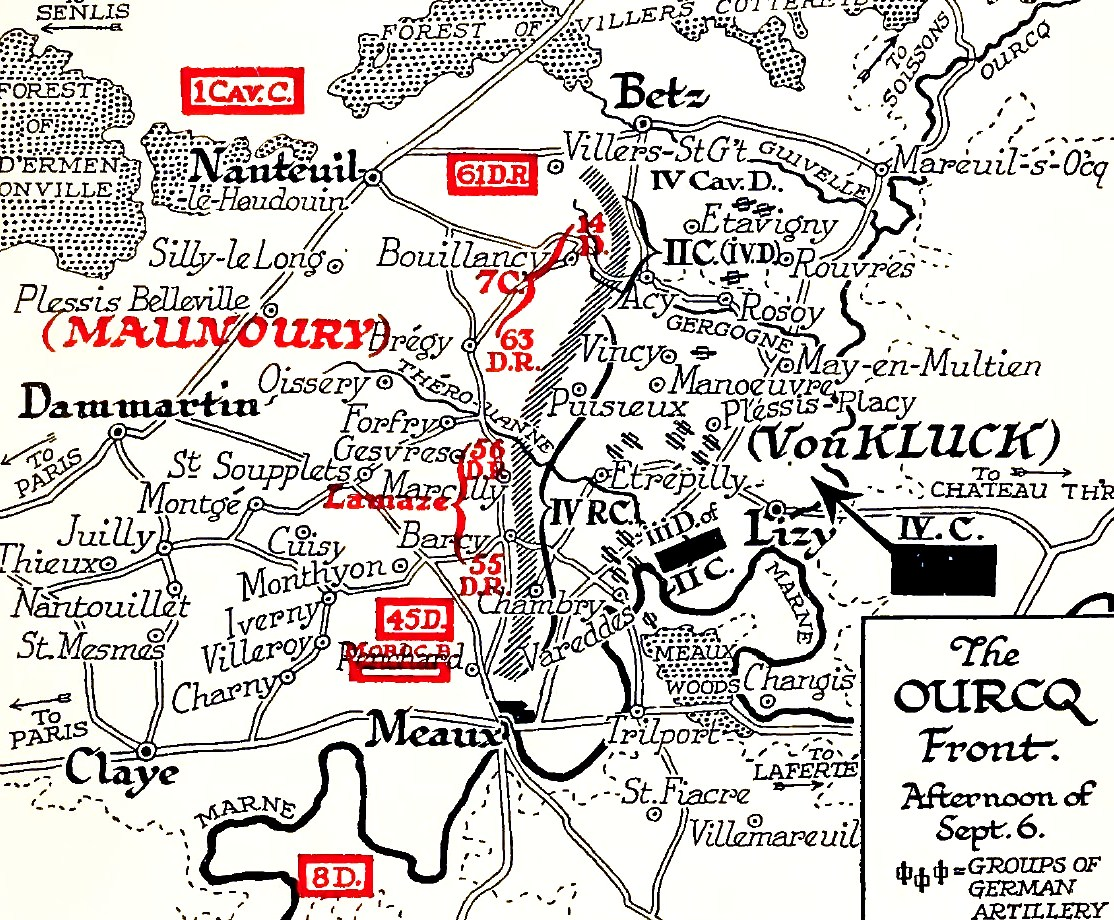
Die Front am Ourcq am 6. September

Im Zentrum konnte die stark bedrängte deutsche 2. Armee (Bülow) am 6. September noch alle französischen Angriffe abschlagen. Der Angriff des 9. Korps unter General Dubois aus den Raum Sézanne nach Norden scheiterte ebenso wie das Vorgehen der 42. Division (General Grossetti) bei La Villeneuve-lès-Charleville am Widerstand des deutschen X. Armee-Korps (General von Emmich). Am linken Flügel konnte das deutsche Gardekorps (General von Plettenberg) gegenüber dem französischen 11. Korps (General Eydoux) bis an die Linie Bannes–Morains vordringen. Am linken Flügel der Armee Franchet d’Espèrey gelangen dem französischen 3. Korps (General Hache) mit der 6. Division (General Pétain) Fronteinbrüche bei Saint-Bon und Montceaux-lès-Provins.

### 7. September

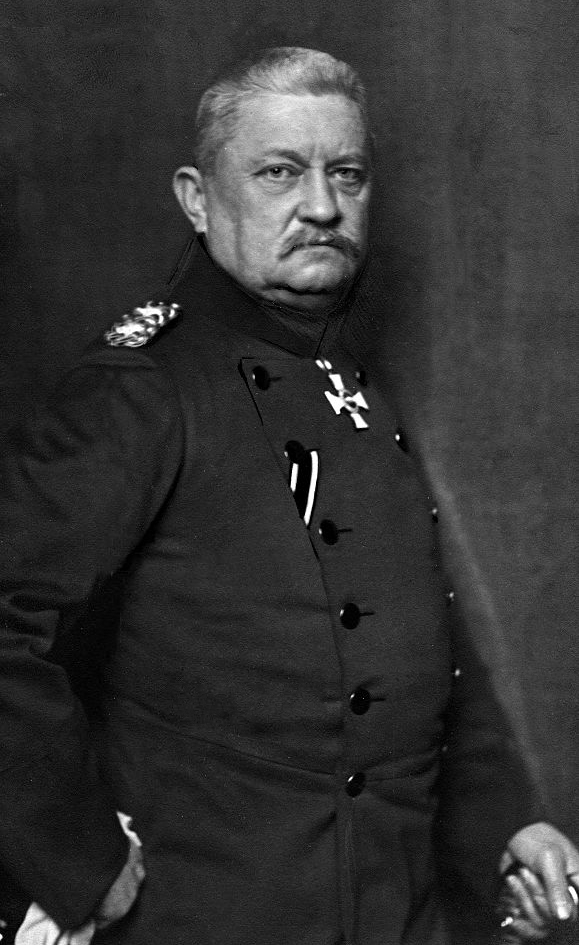
Generaloberst Karl von Bülow

Im Schlachtzentrum erreichte die französische 5. Armee zwischen dem Petit Morin und Fromentières erste Einbrüche beim deutschen X. Reserve-Korps (General Johannes von Eben) sowie beim VII. Armee-Korps (General Karl von Einem). Weiter östlich eröffnete jetzt auch die französische 4. Armee bei Vitry-le-François den Angriff an der Naht zwischen der gegenüberliegenden deutschen 3. und 4. Armee. An diesem Abschnitt lieferten sich die Truppen an diesem und am folgenden Tag mit starkem Artillerieeinsatz Kämpfe mit der französischen 9. und 4. Armee in den Sümpfen von Saint-Gond und im Raum Vitry, ohne dass eine Seite entscheidend Boden gewinnen konnte.
General Joseph Gallieni verstärkte am westlichen Abschnitt der Schlacht die 6. Armee durch seine Reserve – die 7. Division (General Trentinian) – die mit Hilfe von Taxis über Paris zum Ourcq verbracht wurde. Mit jeweils fünf Mann besetzt, brachten unter anderem die sogenannten „Marnetaxis“ insgesamt 6.000 Mann an die Front nach Nanteuil-le-Haudouin. Dieser Einsatz der Taxis war für Deutsche völlig unvorstellbar, denn in den Kriegen zuvor waren Pferde wichtiger; außerdem war die französische Automobilproduktion 1914 noch bedeutend größer als die deutsche. Jedoch war von den per Taxi beförderten Soldaten im Anschluss niemand an direkten Kampfhandlungen beteiligt. Zusätzlich wurde General Joseph Maunoury die 61. Reservedivision als Verstärkung nach Dammartin-en-Goële zugeführt.
General Kluck sah abends den französischen Flankenstoß an seiner Nordflanke abgeschlagen und wollte für den nächsten Tag selbst zum Gegenangriff antreten – nach 80 Kilometer Fußmarsch erschienen seine Verstärkungen bis zum 8. September am Ourcq. Im Zentrum der Schlacht bekam derweil Klucks linker Flügel – das III. Armee-Korps (General Lochow) im Vorgehen bei Courtacon und im Wald von Crécy-en-Brie – erneut Fühlung mit den wieder vorgehenden britischen Truppen. Nachdem Kluck zuvor zwei Tage starke Kräfte zur rechten Flanke abgezogen hatte, war jetzt das 2. Kavalleriekorps (General Marwitz) und das nur mehr halbe III. Armee-Korps mit der 5. Division (General Wichura) gegenüber den Briten bei Rebais fast isoliert, dadurch entstand hier die nächsten Tage im Anschluss nach Osten eine Frontlücke von 10 Kilometern, welche durch die gleichzeitige Zurücknahme des heftig attackierten rechten Flügels (X. Reserve-Korps) der 2. Armee am nächsten Tag gefährlich erweitert wurde.
Diese etwa 30 Kilometer breite Lücke wurde lediglich vom Kavalleriekorps unter Manfred von Richthofen mehr verschleiert als gedeckt. Die französische 5. Armee nutzte den Abzug der Infanterie Klucks und brach mit den 18. und 3. Korps an der rechten Flanke der 2. Armee – dem VII. Armeekorps – ein, mit der Absicht deren rückwärtige Linien abzuschneiden.

### 8. September
Am Vormittag entschied Moltke, seinen Adjutanten Oberstleutnant Richard Hentsch abermals zu den Armeen zu entsenden, um einen Überblick zu gewinnen und die Aktionen zu koordinieren. Hentsch begann seine Fahrt bei der 5. Armee ganz links, um dann nacheinander die 4., 3. und 2. Armee aufzusuchen. Den Stab der 3. Armee fand er fast vollständig von einer Ruhr- oder Typhuserkrankung geschwächt vor, doch war hier die Lage nach einem in der Nacht zuvor durchgeführten Bajonettangriff gut. Gleichzeitig gelang es links davon dem Gardekorps der 2. Armee in Richtung Fère-Champenoise voranzukommen. Ganz anders beurteilte der Oberkommandierende der 2. Armee, Generaloberst Karl von Bülow, in dessen Hauptquartier Champaubert Hentsch am Abend eintraf, die Situation. Bülow war nicht in der Lage, mit seinem rechten Flügel die Lücke zur 1. Armee zu schließen, vielmehr hatte er an diesem Tag die schwer bedrängte 13. Infanterie-Division nach Norden zurückziehen müssen. Dadurch hatte sich die bereits durch Klucks Manöver entstandene Lücke zur 1. Armee auf 40 Kilometer vergrößert. 
In der Lücke zwischen der deutschen 1. und 2. Armee stießen gegen Mittag aus den Raum Rebais und Montmirail starke britische und französische Kräfte nach Norden vor. Truppen des französischen 18. Korps (General de Maud’huy) folgte mit der 35. Division (General Marjoulet) dem Vorstoß des Kavalleriekorps unter General Conneau in Richtung auf Château-Thierry. Auf Drängen General Joffres waren auch die Engländer seit Tagesbeginn bereits 15 km nach Norden vorgegangen. Feldmarschall French überschritt mit zwei Korps den Grand Morin bei La Ferté-sous-Jouarre und bei Viels Maison und forcierte seinen Vormarsch zur Marne. Während die Brigade Kraewel den Briten bei La Ferté noch hinhaltenden Widerstand leistete, war das in der Frontlücke nur notdürftig sichernde Höhere Kavalleriekommando 1 (von Richthofen) infolge der Zurücknahme von Bülows rechtem Flügel bereits im Zurückgehen. Die Marne-Übergänge zwischen Dormans und Château-Thierry waren den Engländern und Franzosen dadurch offen freigegeben. Der Zusammenhang der deutschen Front war zerrissen, die Gefahr eines operativen Durchbruchs und die völlige Isolierung der deutschen 1. Armee wuchs Stunde um Stunde, schlimmstenfalls drohte sogar eine rückwärtige Umfassung des gesamten deutschen Westheeres. 
Der zum Oberkommando der 1. und 2. Armee entsandte Oberstleutnant Hentsch empfahl daher in Anbetracht der Lage zunächst für die 2. Armee den Rückzugsbefehl.

### Deutscher Rückzug am 9. September

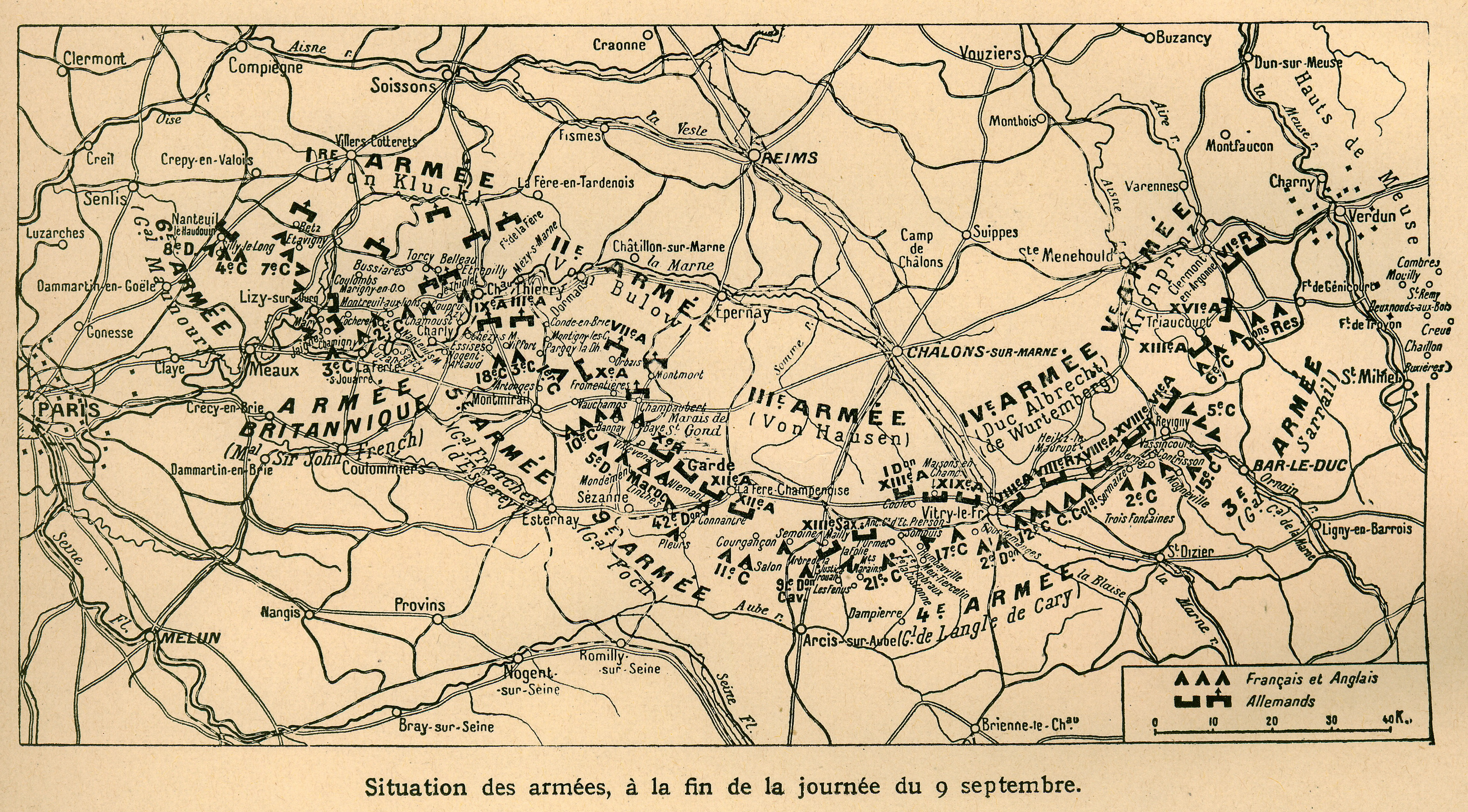
Gesamtsituation am 9. September 1914

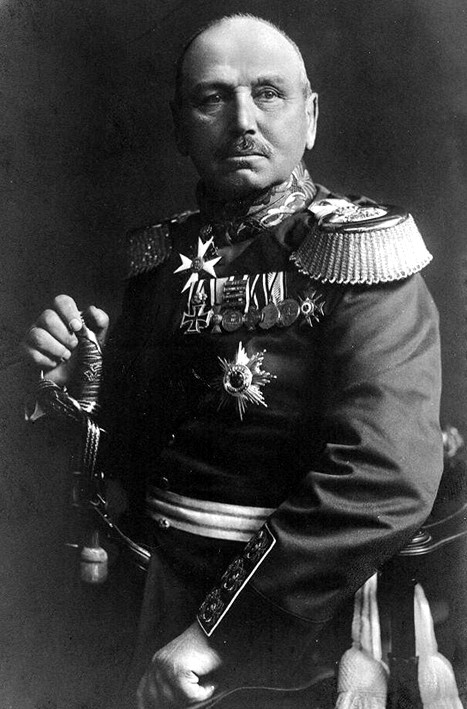
Alexander von Kluck

Am Morgen des 9. September verließ Oberstleutnant Hentsch Bülows Hauptquartier im Chateau Montmort und begab sich nach Mareuil, ins Hauptquartier der 1. Armee. Gegen Mittag schilderte er dem Generalstabschef der 1. Armee, Generalmajor Hermann von Kuhl, die Lage am rechten Heeresflügel sehr düster und verwies durch den eingeleiteten Rückzug der 2. Armee auf die völlige Isolierung der 1. Armee. Generaloberst von Kluck war noch immer zuversichtlich, er wollte an diesem Tag die französische 6. Armee unter General Maunoury entscheidend angreifen und den Vormarsch auf Paris wieder aufnehmen. Am Vormittag stand das IX. Armee-Korps nach längerem Anmarsch am rechten Flügel der 1. Armee an der Linie Mareuil-sur-Ourcq – La Ferté-Milon bereit, um den linken Flügel Maunourys bei Nanteuil-le-Haudouin zu umfassen. Der hier kommandierende General Ferdinand von Quast meldete noch, dass die gegnerische Infanterie bereits im Weichen sei. Auch vermochten die südlicher stehenden Korps der 1. Armee alle Durchbruchsversuche des französischen 7. Korps (General Vautier) an der Linie Nanteuil-le-Haudouin – Villers-Cotterêts – Bouchy-Saint-Genest auf Silly-le-Long abzuweisen. Zusätzlich war die 43. Reserve-Brigade seit vier Tagen von Belgien her auf Nanteuil-le-Haudouin im Anmarsch und stand bereits bei Verberie. Dahinter folgte auch die 10. Landwehr-Brigade nach und erreichte bereits Ribécourt-Dreslincourt – beide Verbände verstärkten nacheinander die offene Flanke der 1. Armee nach Westen, welche seit Tagen durch Raids des Kavalleriekorps unter General Bridoux zusätzlich bedroht war.
Gegenüber dem Vorgehen der Franzosen und Engländer bei Château-Thierry sicherte an diesem Tag nur mehr die deutsche 5. Kavallerie-Division. Generaloberst Kluck besprach mit seinem Generalstabschef von Kuhl die gefährliche Lage seiner Armee und sah sich gezwungen, alle eigenen Angriffe zwischen Crepy en Valois – La Ferte Milon und dem Oberlauf des Ourcq einzustellen. Gegen 14 Uhr befahl Kluck den allgemeinen Rückzug seiner Truppen über Villiers-Cotterêts in Richtung auf Soissons. An der Aisne sollte der Anschluss an der bereits dorthin zurückgehenden 2. Armee erneut erfolgen, und die Lücke dadurch wieder geschlossen werden. Das Höhere Kavallerie-Kommando 2 (General Georg von der Marwitz) und die Brigade Kraewel deckte dabei die offene linke Flanke der 1. Armee im Raum südlich Compiègne. Das X. Reserve-Korps (Johannes von Eben) und die 13. Division hatten zur Deckung des Rückzuges der 2. Armee ihre südlichen Stellungen bei Champaubert zu halten.
Am Abend des 9. September standen die zuerst zurückgegangenen Teile der 2. Armee an der Linie Mareuil-en-Brie – Vertus. Am linken Flügel verblieb zur Deckung des Rückzuges das X. Armee-Korps und das Gardekorps bis zuletzt am südlichen Marneufer als Nachhut stehen.
Generalstabschef Moltke schrieb an diesem Tage: „Es geht schlecht […] Der so hoffnungsvoll begonnene Anfang des Krieges wird in das Gegenteil umschlagen […] wie anders war es, als wir vor wenigen Wochen den Feldzug so glanzvoll eröffneten […] ich fürchte, unser Volk in seinem Siegestaumel wird das Unglück kaum ertragen können.“

### 10. September
Die deutsche Oberste Heeresleitung unterstellte für die Zeit des Rückzuges auch die 1. Armee dem Oberbefehlshaber der 2. Armee, somit trug Generaloberst Bülow die Hauptverantwortung für den Aufbau der neuen Front nördlich der Aisne. Der Rückzug war zwar überstürzt, aber weitgehend geordnet. Im Laufe des Tages gingen die Marschtruppen der 1. Armee durch das Waldgelände nördlich von Villers Cotterets auf die Aisne zurück. Das rechts über Villers-Cotterêts zurückgehende IV. Armeekorps (Sixt von Armin) sollte mit der 8. Division die Gegend nördlich Juvigny, die 7. Division die Linie südlich Tartiers erreichen.
Die deutsche 4. Kavallerie-Division (General Otto von Garnier) ging nördlich voraus und sicherte die südlichen Aisne-Brückenköpfe von Attichy bis Soissons. Die über Compiègne zurückgehende rechte Flanke wurde durch die 43. Reserve-Infanterie-Brigade unter General Lepel und die 11. Landwehr-Brigade gedeckt, die linke Flanke der 1. Armee durch das II. Höhere Kavallerie-Kommando (Marwitz). Unter dem Schutz der noch südlich der Aisne stehenden Divisionen (von West nach Ost – 7., 8., 3., und 5. Division) wurden die zuerst zurückgehenden Verbände derart auf das nördliche Aisneufer geleitet, dass sie hinter ihrer zum Korpsverband gehörenden Division zu stehen kamen: die 6. Division kam in Gegend Crouy, also nördlich der bei Billy stehenden 5. Division, die 4. Division ging nach Pasly, also nördlich der bei Saconin stehenden 3. Infanterie-Division. Dem IX. Armee-Korps (General Quast) bildete bis zur Ankunft des IX. Reserve-Korps bei Noyon den äußersten rechten Flügel der 1. Armee. Die 17. Division ging bei Berneuil über die Aisne zurück, die 18. Division blieb zunächst südlich des Flusses. Die Brigade Lepel des IV. Reserve-Korps hatte nach Westen gegen das französische Kavalleriekorps des Generals Bridoux bei Compiègne deckend, Nampcel zu erreichen. Das IX. Armee-Korps (General Ferdinand von Quast) folgte dahinter und sicherte beiderseits Morsain den Aisneübergang.
Am Abend des 10. September wurde bereits wieder Feinddruck gegen den rechten Flügel der 2. Armee und auch gegen die östlich anschließenden Armeen spürbar. Die 2. Armee stand mit Nachhuten an der Linie Boursault – Moussy – Avize – südöstlich Flavigny, während die Vorhut des X. Reserve-Korps – Pourcy, des X. Armee-Korps – Sermiers, die 14. Division – Germaine und das Gardekorps die Linie Tauxières – Mitry erreichte. Das VII. Armee-Korps (ohne 14. Division) sperrte die Marne-Übergänge zwischen Port à Binson bis Jaulgonne und deckte somit die rechte Flanke der 2. Armee. Die 3. Armee hielt im Anschluss an die 2. Armee die Linie Mourmelon le Petit – Francheville (südöstlich Châlons).

### 11. September

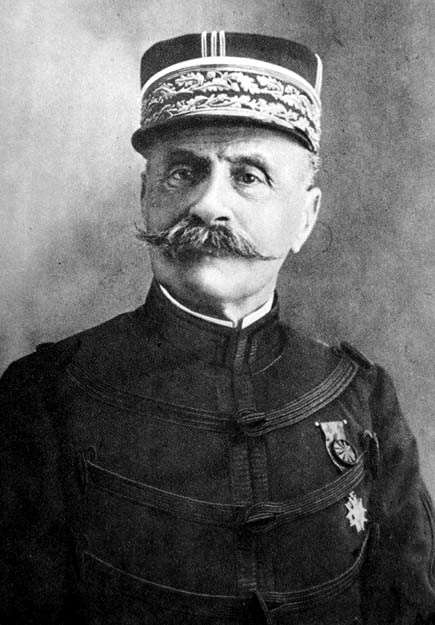
Ferdinand Foch

Am 11. September fuhr General Moltke selbst zu den Armeestäben und befahl daraufhin der 4. und 5. Armee, sich dem Rückzug anzuschließen. Der linke Flügel der 2. Armee verblieb noch südlich der Marne, die Nachhut des Gardekorps (General Plettenberg) wurde vorerst bei Flavigny belassen, um den rechten Flügel der 3. Armee nicht zu entblößen. Bei Dormans wurde das X. Reserve-Korps (General Eben) heftig vom linken Flügel der französischen 5. Armee, dem 18. Korps (General Maud’huy) angegriffen. Die Nachhuten der 2. Armee waren mit Tagesanbruch auf das Nordufer der Marne gewichen, sollten aber nach Zerstörung der Brücken das nördliche Ufer noch besetzt halten. Um der noch immer drohenden Umfassung ihres rechten Flügels (X. R.K.) zu entgehen, musste der Rückmarsch der 2. Armee mit stark vorgenommenem Westflügel eilig fortgesetzt werden. Die zur Verbindung mit der 1. Armee bestimmte 13. Infanterie-Division (General von dem Borne) hielt den Vesle-Abschnitt zwischen Braisne und Fismes besetzt. Das Höhere Kavallerie-Kommando 1 (General von Richthofen) deckte nordöstlich Épernay den Rückmarsch des rechten Flügels der 2. Armee. Die verfolgende französische 5. Armee erreichte am Abend dieses Tages die Linie Fère en Tardenois – Verneuil – Épernay – Mareuil.
Bei der deutschen 3. Armee bestand am 11. September noch Gelegenheit, die eigene Offensive wieder aufzunehmen, die nach dem passiven Verhalten der französischen 9. Armee (General Foch) erfolgversprechend schien. Abends traf jedoch der Funkspruch des Generaloberst Bülow ein, der besagte, dass die 2. Armee beabsichtige, jetzt alle Nachhuten hinter die Marne zurückzunehmen und dass deshalb auch die 3. Armee den Rückmarsch in nordöstlicher Richtung anzutreten habe. Die 3. Armee sollte vorerst auf die Linie Mourmelon – Francheville (13 Kilometer südöstlich Châlons sur Marne) zurückgehen, der erkrankte Oberbefehlshaber dieser Armee Generaloberst von Hausen wurde durch General der Infanterie Karl von Einem abgelöst.

## Folgen der Schlacht
Die Notwendigkeit des Rückzuges – vor allem jener der 1. Armee – war später umstritten, überwiegend wird jedoch heute eine Meinung vertreten, wie sie zum Beispiel Holger Afflerbach formulierte: „Operativ war der Rückzugsbefehl richtig und zwingend notwendig, seine psychologischen Auswirkungen waren indes fatal.“ Der Schlieffen-Plan war gescheitert, die Einschnürung des französischen Heeres an der Ostgrenze (Lothringen und Elsass) war misslungen.
Joffre, am 10. September noch unsicher über die Tatsache, ob er die Schlacht gewonnen hatte, ließ seine Kräfte nur vorsichtig nachstoßen. Zwar wurde er sich am Abend über den Sieg bewusst und befahl nun energische Verfolgung, hierzu waren seine Truppen aber zu schwach und zu erschöpft. So erreichten die Deutschen am 12. die Aisne und besetzten die strategisch günstigen Anhöhen. Die Marneschlacht war beendet. In der nachfolgenden Schlacht an der Aisne konnten die alliierten Angriffe abgewehrt werden, es gelang jedoch nicht, die Offensive wieder aufzunehmen. Aus der Suche nach einer offenen Flanke des jeweiligen Gegners entwickelte sich der „Wettlauf zum Meer“, der sein blutiges Finale in der Ersten Flandernschlacht fand. Die weitgestreckte Westfront erstarrte im Stellungskrieg, der sich zum Grabenkrieg entwickelte.
Moltke wurde unmittelbar nach der Marneschlacht am 14. September seines Postens enthoben und durch Generalleutnant Erich von Falkenhayn ersetzt, den bisherigen preußischen Kriegsminister. Falkenhayn eröffnete Reichskanzler Bethmann Hollweg am 18. November 1914, dass der Krieg aufgrund des Fehlschlages an der Marne und bei Ypern sowie angesichts der gegnerischen Ressourcen für Deutschland verloren sei, und plädierte für einen Verhandlungsfrieden, was jedoch abgelehnt wurde.

## Aufarbeitung
Mit der lapidaren Meldung vom 13. September 1914 hat die Oberste Heeresleitung den Ausgang der Marneschlacht verschwiegen:

„Auf dem westlichen Kriegsschauplatz haben die Operationen, über die Einzelheiten heute noch nicht veröffentlicht werden können, zu einer neuen Schlacht geführt, die günstig steht. Die vom Feinde mit allen Mitteln verbreiteten für uns ungünstigen Nachrichten sind falsch.“

Im Dezember 1918 schrieb Kurt Mühsam dazu in seinem Buch Wie wir belogen wurden: „Das einzige, was unsere Oberste Heeresleitung damals über jene furchtbare Schlappe, die wir erlitten, zu berichten wußte, kleidete sie in die[se] verwässerten Worte“.
Eine Untersuchung der Fahrt des Oberstleutnants Hentsch, die dieser 1917 gegen sich selbst durchführen ließ, blieb intern. So begann die für die Öffentlichkeit wahrnehmbare Aufarbeitung der Schlacht auf deutscher Seite erst nach dem Kriegsende 1918. Während militärhistorische Kritiker vor allem Moltke die Verantwortung zuschrieben, nahmen völkisch-nationale Kreise zur Untermauerung ihrer Dolchstoßlegende auch Hentsch ins Visier.
Von der ernstzunehmenden Kritik werden den Beteiligten folgende Fehler zugeschrieben:
- Moltke habe seine Armeen nicht im Griff gehabt, da er in seinem Hauptquartier in Luxemburg zu weit vom rechten Flügel entfernt gewesen sei und, durch ein Gallenleiden geschwächt, auf persönliche Besuche bei den Armeeoberkommandos verzichtet habe.
- Die Entsendung der zwei Korps an die Ostfront sei unnötig gewesen, diese Korps hätten zur Verstärkung der rechten Flanke entscheidend beitragen können.
- Zudem habe die Entsendung Hentschs ohne klaren Auftrag, statt sich selbst bei den Armeekommandos von der Situation zu überzeugen und direkt Entscheidungen zu treffen, zu einem unnötigen Rückzug geführt und ein Sieg sei so verschenkt worden.
- Hentsch selbst werden die Überschreitung seines Auftrages und seiner Kompetenz vorgeworfen sowie eine zu pessimistische Beurteilung der Situation.
- Kluck werden sein befehlswidriges Vorrücken an Paris vorbei sowie seine folgende Lösung von Bülows 2. Armee vorgehalten, die zur Öffnung der Frontlücke führte.
- Bülow werden ein zu starres Festhalten am Grundsatz der geschlossenen Frontlinie und eine Überschätzung der Gefährdung durch die eingedrungenen Engländer zugeschrieben.

Je nach Autor wird hierbei die Gewichtung der Verantwortung zwischen den obigen Faktoren verschoben. Zugleich vertreten andere namhafte Autoren die Ansicht, dass der Schlieffenplan an der Westfront mit den vorhandenen Mitteln nicht durchführbar gewesen sei und die Fehler in der operativen Führung vor diesem Hintergrund unbeachtlich oder unvermeidbar gewesen seien.
Von der deutschen Diskussion kaum wahrgenommen wird die Aufarbeitung der Marneschlacht durch die Franzosen und Engländer. Dabei existieren hier einige kritische Stimmen, die mit dem Mythos des „Wunders an der Marne“ nicht übereinstimmen. Insbesondere Henri Mathias Berthelot, Planungschef unter Joffre im französischen Generalstab, bezeichnete die Marneschlacht als verlorene Chance, die Deutschen vernichtend zu schlagen. Nach seiner Darstellung wurde sein von Joffre gebilligter Plan, die deutsche 1., 2. und 3. Armee bis an die Seine vorrücken zu lassen und sie erst dann durch den gleichzeitigen Vorstoß von Verdun und Paris aus einzukesseln, durch Galliénis vorzeitigen Angriff zunichtegemacht. Abgesehen von solchen Ansichten verzeichnet Joffres Ordre général No. 15 vom 12. September 1914 eine victoire incontestable (etwa: unstrittiger/unbestreitbarer Sieg). Der Begriff des „Wunders an der Marne“ wurde auch in Frankreich erst nach Kriegsende geprägt.
In England ist die Darstellung noch nüchterner. Es wird auf die entscheidende Rolle der in die Lücke einrückenden Truppen der BEF verwiesen, ansonsten aber der Schlacht keine herausragende Bedeutung zugemessen. So verwenden weder das Standardwerk von John Keegan noch populärwissenschaftliche Werke wie Great Military Battles und World War I den Begriff des Wunders im Zusammenhang mit der Marneschlacht.

### Veröffentlichungen des Reichsarchivs
Die Veröffentlichungen des Reichsarchivs in Potsdam beschreiben die Schlacht sehr detailliert, sind aber aufgrund des zeitlichen Kontextes und der Entstehungsgeschichte des Archivs einseitig gehalten. Durch dessen Zerstörung im April 1945 ist eine Überprüfung der dortigen Angaben nicht mehr ohne weiteres möglich.
- Thilo von Bose, Alfred Stenger: Das Marnedrama 1914. 1. Teil. (Schlachten des Weltkrieges. In Einzeldarstellungen bearbeitet und herausgegeben im Auftrage des Reichsarchivs. Band 22.) Gerhard Stalling Verlag, Oldenburg i.O./Berlin 1928.
- Thilo von Bose, Alfred Stenger: Das Marnedrama 1914. 2. Teil. (Schlachten des Weltkrieges. In Einzeldarstellungen bearbeitet und herausgegeben im Auftrage des Reichsarchivs. Band 23.) Gerhard Stalling Verlag, Oldenburg i.O./Berlin 1928.
- Thilo von Bose, Alfred Stenger: Das Marnedrama 1914. 1. Abschnitt des 3. Teils. (Schlachten des Weltkrieges. In Einzeldarstellungen bearbeitet und herausgegeben im Auftrage des Reichsarchivs. Band 24.) Gerhard Stalling Verlag, Oldenburg i.O./Berlin 1928.
- Thilo von Bose, Alfred Stenger: Das Marnedrama 1914. 2. Abschnitt des 3. Teils. Der Ausgang der Schlacht. (Schlachten des Weltkrieges. In Einzeldarstellungen bearbeitet und herausgegeben im Auftrage des Reichsarchivs. Band 25.) Gerhard Stalling Verlag, Oldenburg i.O./Berlin 1928.
- Reinhold Dahlmann, Alfred Stenger: Die Schlacht vor Paris. Das Marnedrama 1914. 4. Teil. (Schlachten des Weltkrieges. In Einzeldarstellungen bearbeitet und herausgegeben im Auftrage des Reichsarchivs. Band 26.) Gerhard Stalling Verlag, Oldenburg i.O./Berlin 1928.
- Reichsarchiv (Hrsg.): Der Weltkrieg 1914 bis 1918. Die militärischen Operationen zu Lande. Band 3: Der Marne-Feldzug. Von der Sambre zur Marne. Mittler, Berlin 1925.
- Reichsarchiv: Der Marnefeldzug – Die Schlacht. E.S. Mittler & Sohn, Berlin 1926.

### TV-Dokumentation
- Generale – Anatomie der Marneschlacht (1977). Dokumentarspiel von Sebastian Haffner unter der Regie Franz Peter Wirth.[35][36] Haffner baut die Darstellung um die Reise von Oberstleutnant Hentsch (gespielt von Alexander Hegarth) zu den verschiedenen Generälen der beteiligten Armeen und im Großen Generalstab (Otto Kurth als Moltke) sowie des Stabs von Joffre (gespielt von Siegfried Wischnewski) auf französischer Seite auf. Generale – Anatomie der Marneschlacht auf Youtube.

Im Jahr 1982 veröffentlichte Haffner mit Wolfgang Venohr auch ein Buch zur Marneschlacht.